# Sydlig toffelmossa
Sydlig toffelmossa (Aloina ambigua) är en bladmossart som först beskrevs av Bruch och W. P. Schimper, och fick sitt nu gällande namn av Limpricht 1888. Sydlig toffelmossa ingår i släktet toffelmossor, och familjen Pottiaceae. Enligt den svenska rödlistan är arten starkt hotad i Sverige. Arten förekommer i Götaland. Artens livsmiljö är jordbrukslandskap, stadsmiljö. Inga underarter finns listade i Catalogue of Life.

## Bildgalleri

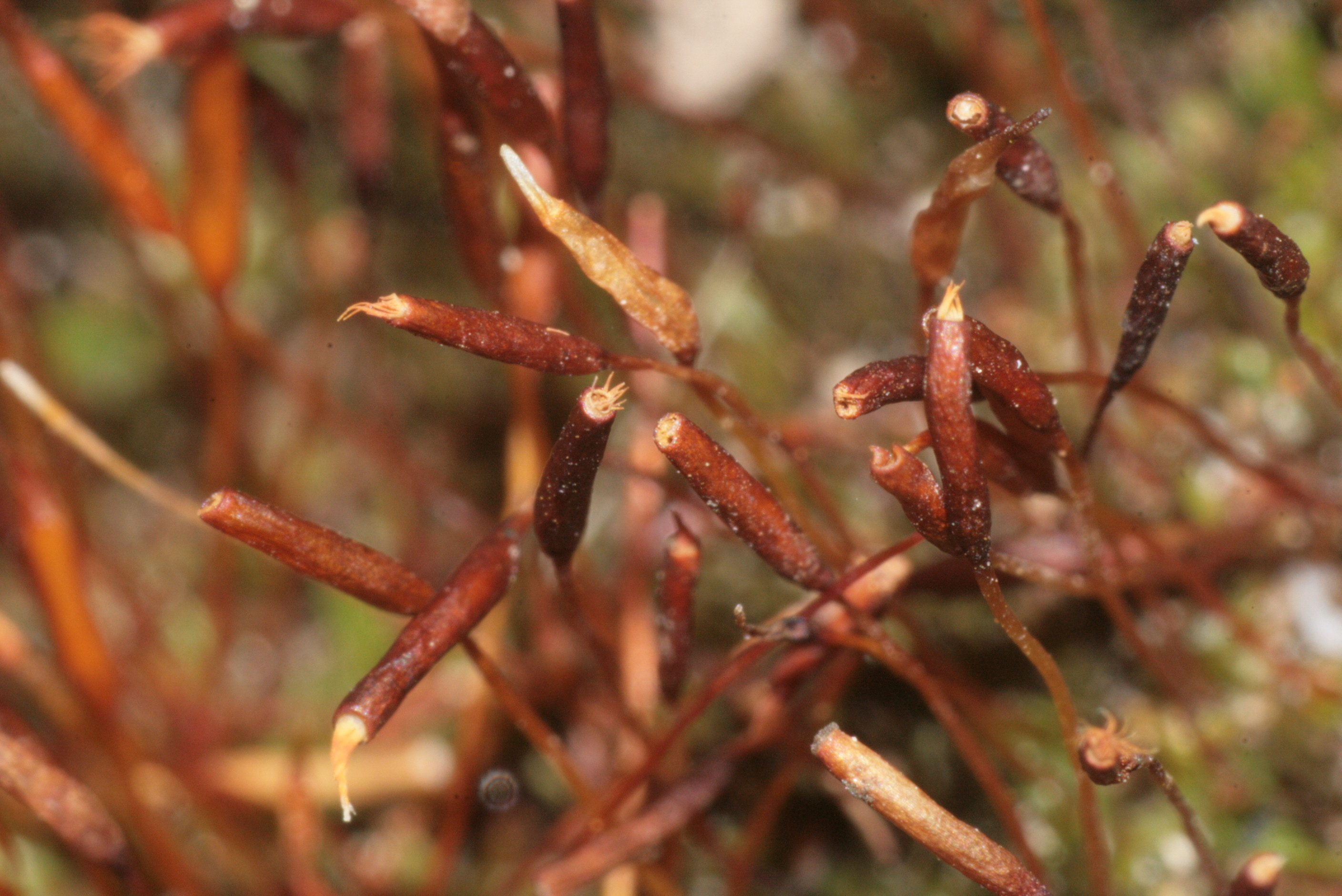
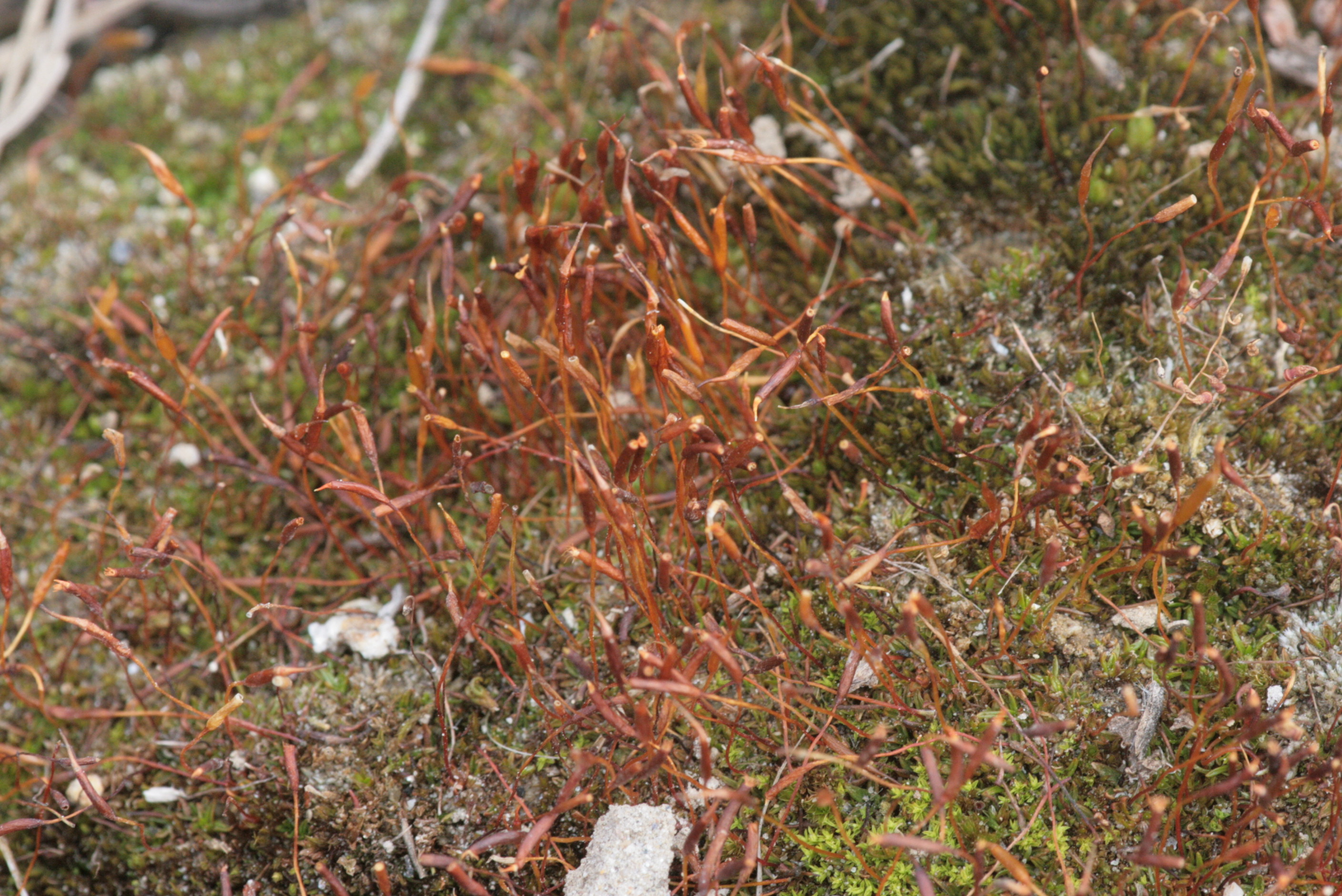
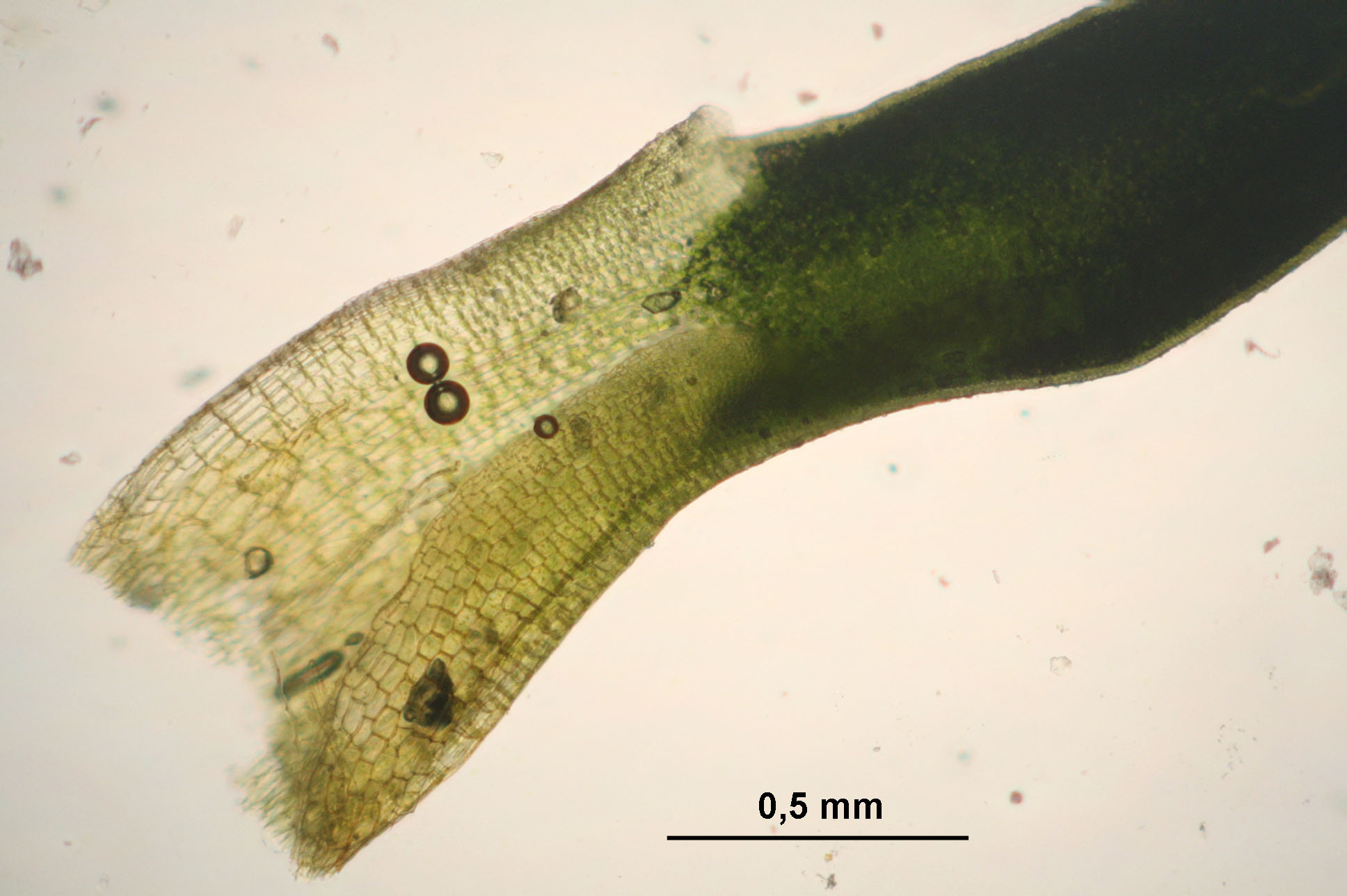
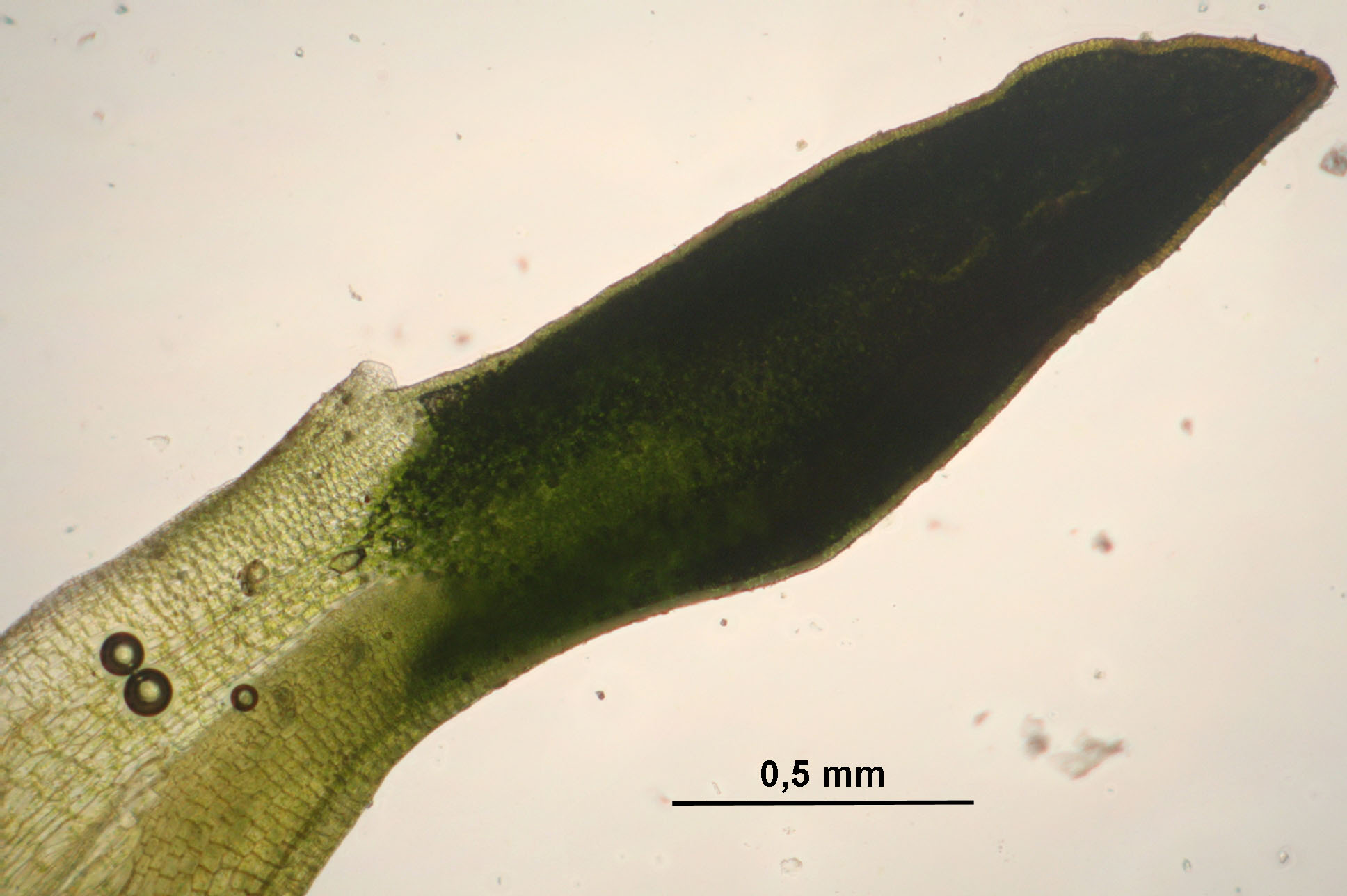